# De smidse
De smidse: maandblad voor moderne religie en humanistische cultuur was een tijdschrift dat tussen 1926 en 1935 maandelijks verscheen.
De smidse diende als platform voor de vrijzinnig-protestantse gemeente, maar wenste ook andere buitenkerkelijke doelgroepen te bereiken. Het blad publiceerde artikelen waarin de relatie tussen religie, de maatschappij en maatschappelijke problemen werd besproken. De smidse kan gezien worden als een voorbode van de latere oecumenische beweging.
In 1936 ging De smidse samen met Barchembladen verder onder de naam Het kouter, dat werd uitgegeven tot 1941.